# Distrito de Celle
El Distrito de Celle (en alemán: Landkreis Celle) es lo que se denomina en Alemania un Landkreis (distrito rural) ubicado en el medio de Baja Sajonia. El distrito limita al norte con el distrito de Heide, al noroeste con el distrito de Uelzen, al oeste con la ciudad de Gifhorn y al sur con la región de Hannover.

## Ciudades y comunidades del distrito
(Habitantes el 30 de junio de 2005)
| Einheitsgemeinden                                                                                                   | Einheitsgemeinden                                                                        |
| --- | ---------------------------------------------------------------------------------------- |
| - 1. Bergen, Ciudad (13.481) - 2. Celle, Ciudad Independiente (71.402) - 3. Faßberg (7.220) - 4. Hambühren (10.150) | - 5. Hermannsburg (8.527) - 6. Unterlüß (4.115) - 7. Wietze (8.222) - 8. Winsen (12.821) |

Comunidades con administración propia
| Ubicación de la administración territorial * | |
| - 1. Samtgemeinde Eschede (6.448) 1. Eschede * (3.931) 2. Habighorst (817) 3. Höfer (1.005) 4. Scharnhorst (695) - 2. Samtgemeinde Flotwedel (11.697) 1. Bröckel (1.837) 2. Eicklingen (3.303) 3. Langlingen (2.352) 4. Wienhausen * (4.205) | - 3. Samtgemeinde Lachendorf (12.588) 1. Ahnsbeck (1.664) 2. Beedenbostel (1.041) 3. Eldingen (2.260) 4. Hohne (1.838) 5. Lachendorf * (5.785) - 4. Samtgemeinde Wathlingen (15.168) 1. Adelheidsdorf (2.472) 2. Nienhagen (6.379) 3. Wathlingen * (6.317) |

Regiones
1. Lohheide (762)